# Sammlung de Wit
Die Münzsammlung de Wit ist die „bedeutendste verauktionierte Universalsammlung des Mittelalters seit der Sammlung des Lords Grantley (1855–1943)“. Sie wurde 2007/2008 in drei Teilen durch das Auktionshaus Künker in Osnabrück versteigert. Die in vier Katalogen dokumentierte Sammlung mit zahlreichen numismatischen Besonderheiten umfasste insgesamt mehr als 4.500 Objekte aus ganz Europa zwischen dem 4. und frühen 16. Jahrhundert.

## Sammler
Gijsbertus Willem de Wit (1926–2018) unterrichtete Physik an der Universität Leiden. 1947 wechselte er zur „Nationale Levensverzekeringsbank“ (später Nationale-Nederlanden, zeitweise ING), wo er bis zu seiner Pensionierung blieb. Während seiner beruflichen Tätigkeit unterrichtete er parallel Versicherungswirtschaft an der Erasmus-Universität Rotterdam und war Autor von wissenschaftlichen Artikeln auf dem Gebiet der Versicherungswirtschaft. Nach seiner Pensionierung verfasste er ein Buch mit dem Titel „Gedachten over de economie“, in dem er seine Vorstellungen von der Rolle der Wirtschaft in der Gesellschaft der Zukunft formulierte.

## Aufbau der Sammlung
In den 1950er und 1960er Jahren hatte de Wit zusammen mit seiner Frau eine Reihe von Reisen nach Italien unternommen und war fasziniert von der Sakralkunst des Mittelalters, insbesondere von Kirchenmalereien. Eine Szene erregte vor allem immer wieder seine Aufmerksamkeit: Die Verkündigung Mariae durch den Erzengel Gabriel. Und genau diese Darstellung fand er dann auf einem Goldstück aus Neapel: einem Salut d’or Karls I. von Anjou (1266–1278). Diese Münze bot ihm die Möglichkeit, sich ein Stück der Kunst, die ihn so faszinierte, im Kleinformat nach Hause zu holen. Dies war der Grundstein für die Universalsammlung des Mittelalters.
Am Anfang war die Sammlung noch auf italienische Mittelaltermünzen beschränkt, bis de Wit 1967 eine kleine Münze mit einer Darstellung kaufte, die spontan sein Interesse weckte, ohne zu diesem Zeitpunkt jedoch zu wissen, worum es sich dabei eigentlich handelte. Diese Münze war der erste von schließlich mehr als 400 Sceattas, die später geschlossen in den Besitz des Fitzwilliam Museum / Cambridge übergingen – eine der bedeutendsten Sammlungen angelsächsisch-friesischer Münzen weltweit.
Besonderes Augenmerk legte de Wit stets auf die Erhaltung seiner Münzen. „Kunst ist nur schön, wenn sie von der höchsten handwerklichen Qualität ist“, war Richtschnur seines Handels und  für ihn waren demzufolge Münzen wahre Kleinkunstwerke des Mittelalters. Über die Kunst der Romanik kam er zu den deutschen Brakteaten der Stauferzeit. Sie stellten in seinen Augen Stempelschneidekunst von allerhöchstem technischen Standard dar. In mehr als 30 Jahren Sammlertätigkeit hat er so mehr als 300 Hohlpfennige zusammengetragen. Ein Großteil stammte aus anderen namhaften Mittelalter-Sammlungen wie z. B. der Sammlung Allertseder, Sammlung Bonhoff, Sammlung  Hohenstaufenzeit, Sammlung Kennepohl oder Sammlung Reuttner von Weyl.
Diese drei Hauptsammlungsbestandteile wurden ergänzt durch Objekte aus nahezu allen mittelalterlichen Territorien des Zeitraums 500 bis 1500. So entstand im Laufe von  40 Jahren eine der größten Spezialsammlungen zur Numismatik des Mittelalters, die weit über den Rahmen einer Sammlung „christlich-mittelalterlicher Ikonographie im Kleinformat“ hinausging.
2004, im Alter von 78 Jahren, fasste de Wit den Entschluss, seine Sammlung durch die Münzenhandlung Fritz Rudolf Künker in Osnabrück versteigern zu lassen. Unabdingbare Voraussetzung war dabei für ihn, den Sammlungskatalog mit umfangreichen historischen Kommentaren zu den einzelnen Prägungen zu versehen, um auf diese Art und Weise eine lückenlose und dauerhafte Dokumentation seiner Sammlung zu schaffen und so das Interesse für die Numismatik des Mittelalters zu erhalten bzw. zu wecken.

## Versteigerung und Highlights der Sammlung de Wit
Für die Versteigerung wurde die Sammlung in drei zeitlich versetzte Auktionen von je etwa 1.500 Stücken zerlegt, wobei die einzelnen Segmente münzhistorisch zusammenhängende Regionen und Zeiträume umfassten.
Zum ersten Teil mit 1.514 Exemplaren gehörten die Frühzeit mittelalterlicher Münzprägung in der Völkerwanderungszeit (mit dem herausragenden Follis des Ostgotenkönigs Theodahad, Auktion 121 / Nr. 118), des Merowingerreiches und der Karolinger. Es folgten die Münzen Frankreichs bis zum Spätmittelalter, einige Gepräge Skandinaviens und schließlich der umfangreiche Teil niederländischer Münzen mit dem Glanzstück der Auktion – einem Thuyn d’or (auch Agnel d’or) von Willem VI. (Auktion 121 / Nr. 770). Der zweite Teil umfasste 1.520 Gepräge aus Mittel- und Osteuropa. Allem voran die etwa 1.000 Münzen aus dem Gebiet des Deutschen Reiches von der Zeit der Ottonen bis zu den Habsburgern. Optisch besonders reizvoll war ein Brakteat Konrads I. aus der Münzstätte Meißen (Auktion 130 / Nr. 2276). Von der Mitte Europas ging es über die Schweiz und Österreich in den Osten des Kontinents. Eine numismatische Seltenheit stellte der Denar Boleslavs II. aus der Münzstätte Prag dar (Auktion 130 / Nr. 2700). Gepräge aus Mähren, Polen, Schlesien und Ungarn sowie der baltischen Staaten gehörten ebenfalls zu diesem Teil der Sammlung.
Im dritten Teil schließlich befanden sich 1.221 Objekte aus England und den Regionen entlang der Küsten des Mittelmeeres (u. a. Spanien, Portugal, Italien, der Balkan und die Kreuzfahrerstaaten). Die größten Sammlungsteile umfassten England (339 Stücke) und Italien (312 Stücke) – die zugleich die numismatischen Interessenschwerpunkte des Sammlers repräsentierten. Von besonderer Bedeutung waren beispielsweise ein Penny Erzbischof Coelnoths von Canterbury (Auktion 137 / Nr. 3055) sowie ein 1/2 Grosso Friedrich II. aus der Münzstätte Como (Auktion 137 / Nr. 3593). Eine umfangreiche Sammlung von mittelalterlichen Jetons, Rechenpfennigen und Münzgewichten waren weiterer Bestandteil dieses Teils der Sammlung. Absolutes Highlight war ein vollständiger Satz von 18 Münzgewichten (Auktion 137 / Nr. 4248) nach dem sogenannten „munttarif“ von 1499, zu dem de Wit zusammen mit E. J. A. v. Beck 1978 einen Artikel im Numismatic Circle Rotterdam verfasst hatte.
Die einzigartige Sammlung von 481 Sceattas sollte nach dem Willen von de Wit als Ganzes erhalten bleiben und ging deshalb geschlossen in den Besitz des Fitzwilliam Museum in Cambridge über. Um sie dennoch für die numismatisch Interessierten zugänglich zu machen, wurde auch dieses Kapitel angelsächsisch-mittelalterlicher Münzgeschichte in einem gesonderten vierten Katalog mit den Kommentaren von de Wit veröffentlicht. So präsentiert sich die Sammlung de Wit dauerhaft in ihrem vollständigen Zustand.

## Numismatisch-historische Kommentare
Damit die Sammlung dem internationalen Fachpublikum bekannt und verständlich gemacht werden konnte, sind die Kataloge in englischer Sprache verfasst.
Um den „Weg der Münzen“ durch verschiedene Sammlungen verfolgen zu können, wurden alle Objekte mit einem umfangreichen Verzeichnis der Provenienzen ausgestattet. Alle Abbildungen wurden im Maßstab 1,5:1 vergrößert, da die einzelnen mittelalterlichen Gepräge oftmals sehr klein sind. Auf diese Weise lässt sich auch die Kunstfertigkeit der mittelalterlichen Stempelschneider auch ohne eine Lupe besser erkennen.
Besonderes Augenmerk verdienen die umfangreichen historischen Kommentare des Sammlers. Hinzu kommen zahlreiche Bemerkungen zu den Münzbildern, so z. B. die Ausführungen zu der Entwicklung von „châtel tournois“ und „tête chinonaise“ auf französischen Münzen (Auktion 121, S. 125–126, Abb. 11), den mittelalterlichen Stempelschneidern des 12. Jahrhunderts (Auktion 130, S. 272–276), der Darstellung von Pferden auf Reiterbrakteaten (Auktion 130, S. 256–257, Abb. 12) und den niederländischen Nachahmungen englischer Noble (Auktion 137, S. 71–73 und 76).
Viele der oftmals schriftlosen Gepräge konnten jedoch nicht zweifelsfrei zugewiesen werden. Damit schließt diese Dokumentation das Kapitel der mittelalterlichen Münzgeschichte nicht endgültig ab, sondern ist vielmehr Anlass für  weitere wissenschaftliche Diskussionen.

## Wissenschaftliche Bedeutung
Mit den qualitativ hochwertigen und detailreichen Abbildungen sowie den umfassenden numismatisch-historischen Kommentaren sind die vier Kataloge der Sammlung de Wit ein detailreiches, gut handhabbares und damit äußerst hilfreiches Nachschlagewerk der mittelalterlichen Münzprägung.
In Verbindung mit den einschlägigen Standardwerken und Handbüchern der Mittelalternumismatik stellen sie eine wertvolle Ergänzung für einen detaillierten Einblick in die Münz- und Geldgeschichte des mittelalterlichen Europa dar.